# Selvä päivä
Selvä päivä (in finlandese "giorno chiaro") è il secondo singolo tratto dal quinto album di studio del rapper finlandese Petri Nygård, pubblicato da Open Records il 20 dicembre 2010. Il singolo ha riscosso enorme successo entrando nelle classifiche finlandesi nell'ultima settimana del 2010, rimanendoci in tutto per 30 settimane, e raggiunse il vertice delle classifiche. Nella Finnish Dance Chart, invece, il singolo rimase in vetta per 6 settimane consecutive.
La canzone prevede il ritornello cantato dal duo finlandese Lord Est, anche lui al vertice del successo con il brano Reggaerekka, composto in collaborazione con Seo Petri. Il brano è stato prodotto da MMEN.
Il singolo divenne prima disco d'oro in Finlandia e successivamente disco di platino per aver venduto 11008 copie del CD

## Popolarità
Il video è apparso su YouTube sull'account ufficiale del rapper il 20 dicembre 2010. In un giorno il video è stato visionato da oltre 140000 persone risultando il secondo video più visto in Finlandia su YouTube il 21 dicembre. Il video ha inoltre attirato l'attenzione di molti statunitensi che hanno sottotitolato il video in inglese e proposto tale versione in molti forum. Il singolo ha inoltre scalato le classifiche nazionali, rimanendo alla numero uno per alcune settimane.

## Video
Il video incomincia con MMEN e Lord Est che preparano un barbeque con alcolici sotto la neve, mentre aspettano Petri Nygård che si trova a Pattaya, in Thailandia, dove si diverte con alcol e donne. Il video è stato diretto da Heikki Häkkinen, sebbene nei titoli di coda compaia Mika "Steam" Häkkinen.

## Tracce
1. Selvä päivä (feat. Lord Est) – 3:31

## Classifica
| Classifica           | Massima posizione |
| -------------------- | ----------------- |
| Finlandia            | 1                 |
| Finlandia (digitale) | 1                 |